# Halálozások 1963-ban
Ez a szócikk az 1963-as évben elhunyt nevezetes személyeket sorolja fel.

## Ismeretlen hónap
| Dátum          | Név             | Foglalkozás / tisztség          | Kor | Forrás |
| -------------- | --------------- | ------------------------------- | --- | ------ |
| Ismeretlen nap | Bajári Erzsébet | darázskutató                    | 051 | —      |
| Ismeretlen nap | Balog Emil      | mérnök                          | 091 | —      |
| Ismeretlen nap | Luiz Gervazoni  | brazil labdarúgóhátvéd          | 056 | —      |
| Ismeretlen nap | Hosszú István   | pilóta, repülőgép-szerelő       | 070 | —      |
| Ismeretlen nap | Lilich Miklós   | zeneszerző, karmester           | 073 | —      |
| Ismeretlen nap | Alekszej Stukin | szovjet-orosz sinológus         | 059 | —      |
| Ismeretlen nap | Tornya Gyula    | ügyvéd, politikus, jogi szakíró | 086 | —      |

## December
| Dátum        | Név                     | Foglalkozás / tisztség                                                                               | Kor | Forrás |
| ------------ | ----------------------- | --- | --- | ------ |
| december 31. | Törs Tibor              | újságíró, politikus                                                                                  | 073 | —      |
| december 28. | Paul Hindemith          | német zeneszerző, karmester, zenetudós és -pedagógus, hegedűs, brácsás                               | 068 |        |
| december 27. | Sigvard Sivertsen       | olimpiai bajnok (1912) és olimpiai ezüstérmes (1908) norvég tornász                                  | 082 | —      |
| december 25. | Harry Church Oberholser | amerikai ornitológus                                                                                 | 093 |        |
| december 25. | Tristan Tzara           | román-francia költő és esszéista, a dadaizmus egyik alapítója                                        | 067 | —      |
| december 23. | Klemm Antal             | nyelvész, finnugrista, bencés szerzetes, a Magyar Tudományos Akadémia levelező tagja                 | 080 | —      |
| december 23. | Wekerle Sándor          | gazdaságpolitikus, országgyűlési képviselő, pénzügyminiszter (1928–1931)                             | 085 | —      |
| december 21. | Clifford Gibson         | afroamerikai bluesénekes és gitáros                                                                  | 062 | —      |
| december 20. | Komjáthy István         | író, műfordító                                                                                       | 046 | —      |
| december 20. | Roger Plaxton           | olimpiai bajnok (1928) kanadai jégkorongozó                                                          | 059 | —      |
| december 19. | Alan Gardiner           | angol egyiptológus, nyelvész, filológus                                                              | 084 |        |
| december 18. | Gáspárné Dávid Margit   | író, műfordító, újságíró                                                                             | 080 | —      |
| december 17. | William Foster          | olimpiai bajnok (1908) angol úszó                                                                    | 073 | —      |
| december 15. | Karl Rautio             | finn-karjalai zeneszerző                                                                             | 074 | —      |
| december 15. | Rikidózan               | koreai származású többszörös bajnok japán szumóbirkózó                                               | 043 | —      |
| december 14. | Gustav Machatý          | cseh filmrendező, színész                                                                            | 062 |        |
| december 14. | Marie Marvingt          | francia hegymászó, pilóta, újságíró                                                                  | 088 |        |
| december 14. | Dinah Washington        | afroamerikai énekesnő                                                                                | 039 | —      |
| december 13. | Theodor Heuss           | német politikus és újságíró, Nyugat-Németország elnöke                                               | 079 | —      |
| december 13. | Kühne Lóránt            | a mosonmagyaróvári mezőgazdasági gépgyár tulajdonosa, országgyűlési képviselő                        | 077 | —      |
| december 13. | Major Jenő              | festőművész                                                                                          | 045 | —      |
| december 13. | Hubert Pierlot          | belga politikus, miniszterelnök (1939–1945)                                                          | 079 | —      |
| december 13. | Rősler Endre            | operaénekes (tenor)                                                                                  | 059 | —      |
| december 12. | Jacob Erstad            | olimpiai ezüstérmes (1920) norvég tornász                                                            | 065 | —      |
| december 12. | Ozu Jaszudzsiró         | japán filmrendező, forgatókönyvíró                                                                   | 059 | —      |
| december 11. | Luis Russell            | panamai-amerikai zongorista, zenekarvezető                                                           | 061 | —      |
| december 9.  | Széchy László           | olimpiai ezüstérmes (1924) magyar vívó, gépészmérnök, a Fővárosi Elektromos Művek egykori igazgatója | 072 | —      |
| december 9.  | Teofil T. Vescan        | román fizikus, egyetemi tanár                                                                        | 050 | —      |
| december 8.  | Megay Géza              | muzeológus, restaurátor                                                                              | 059 | —      |
| december 8.  | Szárit Thanarat         | thaiföldi katona, politikus, miniszterelnök (1958-tól)                                               | 055 |        |
| december 7.  | Daniel O. Fagunwa       | joruba nyelven alkotó nigériai író                                                                   | 060 |        |
| december 7.  | Forrai Elemér           | orvos, belgyógyász                                                                                   | 068 | —      |
| december 5.  | Karl Amadeus Hartmann   | német zeneszerző                                                                                     | 058 | —      |
| december 5.  | Herbert H. Lehman       | amerikai politikus, szenátor (New York, 1950–1957)                                                   | 085 | —      |
| december 3.  | Padányi Viktor          | történész, nyelvész, író                                                                             | 057 | —      |
| december 2.  | Sabu                    | indiai származású amerikai filmszínész                                                               | 039 | —      |
| december 1.  | Jevgenyij Korovin       | orosz botanikus                                                                                      | 072 |        |

## November
| Dátum                | Név                     | Foglalkozás / tisztség                                                                                              | Kor | Forrás |
| -------------------- | ----------------------- | --- | --- | ------ |
| november 30.         | Komjáthy Aladár         | költő, író, tudománytörténész, műfordító                                                                            | 069 | —      |
| november 30.         | Miklósi István          | válogatott labdarúgó, jobbhátvéd                                                                                    | 054 | —      |
| november 29.         | Étienne Balázs          | magyar-francia sinológus                                                                                            | 058 | —      |
| november 29.         | Ernesto Lecuona         | kubai muzsikus, zeneszerző                                                                                          | 067 |        |
| november 29.         | Charles Schnee          | amerikai forgatókönyvíró                                                                                            | 047 |        |
| november 28.         | Eduard Beninger         | osztrák régész | 066 | —      |
| november 28.         | Lee Wallard             | amerikai autóversenyző                                                                                              | 053 | —      |
| november 26.         | Amelita Galli-Curci     | olasz-amerikai operaénekesnő                                                                                        | 081 |        |
| november 25.         | Jean Brooks             | amerikai színésznő, énekesnő                                                                                        | 047 |        |
| november 25.         | George Howard Williams  | amerikai politikus, szenátor (Missouri, 1925–1926)                                                                  | 091 | —      |
| november 24.         | Peco Bauwens            | német nemzetközi labdarúgó-játékvezető                                                                              | 076 | —      |
| november 24.         | William Cuthbertson     | olimpiai bronzérmes (1920) skót ökölvívó                                                                            | 061 |        |
| november 24.         | Láner Kornél            | aranydiplomás gépészmérnök, nyugalmazott MÁV elnökigazgató                                                          | 080 | —      |
| november 24.         | Lee Harvey Oswald       | amerikai tengerész, J. F. Kennedy gyilkosa                                                                          | 024 |        |
| november 22.         | Collinásy György        | csehszlovákiai magyar festő, fényképész                                                                             | 056 | —      |
| november 22.         | Aldous Huxley           | angol író, költő, filozófus                                                                                         | 069 |        |
| november 22.         | John Fitzgerald Kennedy | amerikai politikus, az Egyesült Államok elnöke (1961–1963)                                                          | 046 |        |
| november 22.         | C. S. Lewis             | ír író (Narnia krónikái), irodalomtörténész, gondolkodó, teológus                                                   | 064 |        |
| november 22.         | Szabó Kálmán            | néprajztudós, régész, nyelvész                                                                                      | 077 | —      |
| november 22.         | Szivessy Tibor          | magyar népies stílusú építész                                                                                       | 079 | —      |
| november 22.         | J. D. Tippit            | amerikai rendőrtiszt, akit Kennedy elnök gyilkosának üldözésekor lőttek le                                          | 039 |        |
| november 21.         | Pierre Blanchar         | francia színész | 071 | —      |
| november 21.         | Ulises Saucedo          | bolíviai edző és nemzetközi labdarúgó-játékvezető                                                                   | 067 | —      |
| november 20.         | Melich János            | nyelvész, egyetemi tanár, az Országos Széchényi Könyvtár igazgatója (1919–1922), a Magyar Tudományos Akadémia tagja | 091 | —      |
| november 20.         | Vaszary János           | színész, színigazgató, rendező, színműíró                                                                           | 064 | —      |
| november 20.         | Weisshaus Aladár        | szocialista politikus                                                                                               | 075 | —      |
| november 19.         | Carmen Amaya            | cigány származású spanyol-katalán flamenco-táncosnő, énekesnő                                                       | 050 |        |
| november 19.         | Kurt Krause             | német botanikus | 080 | —      |
| november 15.         | Reiner Frigyes          | karmester | 074 | —      |
| november 14.         | Nils Hellsten           | olimpiai bajnok (1908) svéd tornász                                                                                 | 078 | —      |
| november 13.         | Margaret Murray         | brit-indiai antropológus, egyiptológus                                                                              | 100 |        |
| november 13.         | Ethel Seymour           | olimpiai bronzérmes (1928) brit tornász                                                                             | 066 |        |
| november 11. (k. n.) | Schiller Gyula          | labdarúgó, nemzeti labdarúgó-játékvezető                                                                            | 069 | —      |
| november 10.         | Dán Klára               | magyar-amerikai matematikus, informatikus, a számítógép-programozás úttörője                                        | 052 | —      |
| november 10.         | Leszih Andor            | muzeológus, numizmatikus                                                                                            | 083 | —      |
| november 10.         | Szandtner Pál           | jogász, egyetemi tanár                                                                                              | 078 | —      |
| november 9.          | Karácsonyi István       | a koncepciós Szoboszlay-perben elítélt minorita szerzetes                                                           | 055 | —      |
| november 7.          | Djuanda Kartawidjaja    | indonéz politikus, miniszterelnök (1957–1959)                                                                       | 052 |        |
| november 5.          | Luis Cernuda            | spanyol-mexikói költő, irodalomkritikus                                                                             | 061 |        |
| november 4.          | Pascual Ortiz Rubio     | mexikói politikus, köztársasági elnök (1930–1932)                                                                   | 086 | —      |
| november 3.          | Janits Dezső            | urológus, aranydiplomás sebész-főorvos                                                                              | 074 | —      |
| november 2.          | Ngô Đình Diệm           | vietnámi politikus, Dél-Vietnám elnöke (1955–1963)                                                                  | 062 |        |
| november 2.          | Ngô Đình Nhu            | vietnámi politikus, Ngô Đình Diệm testvére                                                                          | 053 |        |
| november 1.          | Szörényi Mihály         | kertész, botanikus                                                                                                  | 082 | —      |

## Október
| Dátum       | Név                           | Foglalkozás / tisztség                                                                           | Kor | Forrás |
| ----------- | ----------------------------- | ------------------------------------------------------------------------------------------------ | --- | ------ |
| október 30. | Clifford Berry                | amerikai informatikus                                                                            | 045 |        |
| október 29. | Kaczvinszky József            | szakíró, keletkutató, műfordító, jógaoktató                                                      | 059 | —      |
| október 29. | Adolphe Menjou                | amerikai színész                                                                                 | 073 |        |
| október 29. | Nagy Sándor                   | irodalomtörténész                                                                                | 085 | —      |
| október 28. | Tom Connally                  | amerikai politikus, szenátor (Texas, 1929–1953)                                                  | 086 | —      |
| október 27. | Marót Károly                  | Kossuth-díjas klasszika-filológus, egyetemi tanár, a Magyar Tudományos Akadémia tagja            | 078 | —      |
| október 25. | Dencz Ákos                    | közgazdasági író, országgyűlési képviselő, nyugalmazott miniszteri tanácsos                      | 087 | —      |
| október 25. | Karl von Terzaghi             | osztrák építőmérnök, talajmechanikus, feltaláló                                                  | 080 |        |
| október 24. | Désiré Beaurain               | olimpiai ezüst- (1924) és bronzérmes (1908) belga tőr- és párbajtőrvívó                          | 082 | —      |
| október 24. | Karl Bühler                   | német–osztrák–amerikai pszichológus, nyelvpszichológus                                           | 084 | —      |
| október 24. | Széchenyi István              | magyar főnemes, főrend, császári és királyi kamarás                                              | 090 | —      |
| október 24. | Beverly Wills                 | amerikai színésznő                                                                               | 030 | —      |
| október 22. | Elvin Morton Jellinek         | magyar–cseh–zsidó származású amerikai biológus, egyetemi tanár, az alkohológia egyik megalkotója | 073 | —      |
| október 22. | Szabó Ferenc                  | színész, színigazgató                                                                            | 088 | —      |
| október 21. | Jean Decoux                   | francia tengerésztiszt, Indokína főkormányzója (1940–1945)                                       | 079 |        |
| október 20. | Werner Bergmann               | NDK nemzetközi labdarúgó-játékvezető                                                             | 050 | —      |
| október 20. | Csiszár Lajos                 | erdélyi magyar építész, publicista                                                               | 087 | —      |
| október 19. | Buday Dénes                   | zeneszerző, színházigazgató, operett és filmzene író                                             | 073 | —      |
| október 19. | Wilhelm Koenen                | német kommunista politikus és újságíró                                                           | 077 | —      |
| október 18. | Kakassy Endre                 | romániai magyar közíró, szerkesztő, író, műfordító                                               | 060 | —      |
| október 18. | Constance Worth               | ausztrál színésznő                                                                               | 052 | —      |
| október 17. | Jacques Hadamard              | francia matematikus                                                                              | 097 | —      |
| október 14. | Beleznay Unger István         | színész, rendező, színházigazgató                                                                | 061 | —      |
| október 13. | Sebes Árpád                   | író, költő, újságíró                                                                             | 067 | —      |
| október 12. | Földes Jolán                  | író                                                                                              | 061 | —      |
| október 11. | Jean Cocteau                  | francia költő, író, festő, színész, filmrendező                                                  | 074 |        |
| október 11. | Országh Tivadar               | hegedűművész, zeneszerző                                                                         | 061 | —      |
| október 10. | Kovács Gyula                  | politikus, országgyűlési képviselő, Tisza István első (sikertelen) merénylője                    | 089 | —      |
| október 10. | Édith Piaf                    | francia sanzonénekesnő, dalszerző, színésznő                                                     | 047 |        |
| október 8.  | Berczy Géza                   | színész                                                                                          | 061 | —      |
| október 8.  | Grace Darmond                 | amerikai színésznő                                                                               | 069 |        |
| október 8.  | Lee Paul Sieg                 | amerikai egyetemi tanár, a Washingtoni Egyetem egykori rektora                                   | 084 | —      |
| október 8.  | Somogyi Nusi                  | színésznő                                                                                        | 073 | —      |
| október 8.  | Remedios Varo                 | spanyol-mexikói festő, grafikus                                                                  | 054 |        |
| október 7.  | Gustaf Gründgens              | német színpadi és filmszínész, színház- és filmrendező, színházigazgató                          | 063 | —      |
| október 6.  | Zimmermann Ágoston            | Kossuth-díjas állatorvos, állatanatómus,, a Magyar Tudományos Akadémia tagja                     | 087 | —      |
| október 4.  | Boga Janka                    | író, pedagógus                                                                                   | 077 | —      |
| október 2.  | Olga Boriszovna Lepesinszkaja | szovjet-orosz kutató biológus, áltudós                                                           | 092 | —      |
| október 1.  | William Brazel                | amerikai farmer, művezető, az állítólagos roswelli ufószerencsétlenség szemtanúja                | 064 | —      |

## Szeptember
| Dátum          | Név                   | Foglalkozás / tisztség | Kor | Forrás |
| -------------- | --------------------- | --- | --- | ------ |
| Ismeretlen nap | Olgyay Aladár         | építész | 053 | —      |
| szeptember 30. | Pados Gusztáv         | katona, olimpikon és lovaglótanár                                                                                         | 082 | —      |
| szeptember 29. | Gruber Béla           | festőművész | 027 | —      |
| szeptember 29. | Frederick Hale        | amerikai politikus, szenátor (Maine, 1917–1941)                                                                           | 088 | —      |
| szeptember 29. | Szeghalmi Gyula       | tanító, régész, fényképész                                                                                                | 087 | —      |
| szeptember 28. | Rosa Raisa            | orosz-zsidó származású amerikai operaénekesnő                                                                             | 070 |        |
| szeptember 28. | Sík Sándor            | piarista tanár, költő, műfordító, irodalomtörténész, egyházi író, cserkészvezető                                          | 074 | —      |
| szeptember 25. | Kurt Zeitzler         | német katonatiszt az első és a második világháborúban                                                                     | 068 |        |
| szeptember 24. | Mary Agnes Chase      | amerikai botanikus | 094 |        |
| szeptember 24. | Ali Këlcyra           | albán politikus, jogász, publicista                                                                                       | 072 | —      |
| szeptember 22. | Sam G. Bratton        | amerikai politikus, szenátor (Új-Mexikó, 1925–1933)                                                                       | 075 | —      |
| szeptember 22. | Georg Braun           | osztrák labdarúgócsatár, edző                                                                                             | 056 | —      |
| szeptember 21. | Szabó Péter           | válogatott labdarúgó, csatár, balszélső, edző                                                                             | 064 | —      |
| szeptember 20. | Amalia Puga de Losada | perui író | 097 |        |
| szeptember 20. | Thorleiv Røhn         | olimpiai bajnok (1906) norvég tornász, katona                                                                             | 082 | —      |
| szeptember 19. | Major István          | csehszlovákiai magyar kommunista politikus, diplomata, lapszerkesztő                                                      | 075 | —      |
| szeptember 18. | Benedek Tibor         | színész | 052 | —      |
| szeptember 18. | Fehér Ferenc          | válogatott labdarúgó, kapus, edző                                                                                         | 060 | —      |
| szeptember 18. | Halász Pál            | jogász, jogtudós, jogi szakíró                                                                                            | 049 | —      |
| szeptember 18. | Tassy András          | színész | 062 | —      |
| szeptember 17. | Eduard Spranger       | német filozófus, pedagógus és pszichológus, a porosz Tudományos Akadémia tagja, elnöke                                    | 081 | —      |
| szeptember 15. | Carl Hatch            | amerikai politikus, szenátor (Új-Mexikó, 1933–1949)                                                                       | 073 | —      |
| szeptember 15. | Slavko Kolar          | horvát író, újságíró és forgatókönyvíró                                                                                   | 071 | —      |
| szeptember 15. | Charles Winslow       | olimpiai bajnok (1912 dél-afrikai teniszező                                                                               | 075 | —      |
| szeptember 14. | Harry Sørensen        | olimpiai bajnok (1920) dán tornász                                                                                        | 071 | —      |
| szeptember 13. | Victor Duvant         | olimpiai bronzérmes (1920) francia tornász                                                                                | 074 | —      |
| szeptember 13. | Varró István          | író, szociológus, könyvtáros, bibliográfus                                                                                | 085 | —      |
| szeptember 12. | Betlen Gyula          | szobrász, éremművész | 084 | —      |
| szeptember 11. | Suzanne Duchamp       | francia dadaista festő | 073 |        |
| szeptember 11. | Richard Oswald        | osztrák filmrendező, forgatókönyvíró                                                                                      | 082 |        |
| szeptember 8.  | Edwin Linkomies       | finn politikus, miniszterelnök (1943–1944)                                                                                | 068 |        |
| szeptember 6.  | Vladimir Aïtoff       | olimpiai bajnok (1900) francia rögbijátékos, orvos, katona                                                                | 084 |        |
| szeptember 5.  | Hans Granfelt         | olimpiai ezüstérmes (1936) svéd párbajtőrvívó                                                                             | 065 | —      |
| szeptember 4.  | Robert Schuman        | luxemburgi születésű német-francia kereszténydemokrata politikus, francia miniszterelnök, az Európai Unió egyik alapítója | 077 | —      |
| szeptember 1.  | Pártos Jenő           | író, dalszövegíró, zeneszerző                                                                                             | 068 | —      |

## Augusztus
| Dátum         | Név                        | Foglalkozás / tisztség                                                                       | Kor | Forrás |
| ------------- | -------------------------- | -------------------------------------------------------------------------------------------- | --- | ------ |
| augusztus 31. | Balla Ernő (újságíró)      | újságíró, lapszerkesztő                                                                      | 072 | —      |
| augusztus 31. | Georges Braque             | francia festő, szobrász                                                                      | 081 | —      |
| augusztus 31. | Danis Jenő                 | színész, rendező                                                                             | 077 | —      |
| augusztus 30. | Alexandra                  | mecklenburgi nagyhercegné                                                                    | 080 |        |
| augusztus 30. | Schneider József           | kertész                                                                                      | 074 | —      |
| augusztus 29. | Pär Rådström               | svéd író, újságíró, rádiós                                                                   | 038 | —      |
| augusztus 27. | W. E. B. Du Bois           | amerikai pedagógus, szociológus, történész, politikus, író, a NAACP alapítója                | 095 |        |
| augusztus 27. | Gabriele Rabel             | osztrák fizikus, filozófus, botanikus                                                        | 082 | —      |
| augusztus 26. | Pierre Clemens             | luxemburgi kerékpárversenyző                                                                 | 050 |        |
| augusztus 26. | Maximilian Lambertz        | osztrák nyelvész, albanológus, filológus, folklorista, egyetemi tanár                        | 081 | —      |
| augusztus 26. | Petri Lajos                | szobrászművész                                                                               | 079 | —      |
| augusztus 25. | Edward L. Cahn             | amerikai filmrendező                                                                         | 064 |        |
| augusztus 25. | James Kirkwood             | amerikai színész és filmrendező                                                              | 088 |        |
| augusztus 24. | Hooley Smith               | olimpiai bajnok (1924) és Stanley-kupa győztes kanadai jégkorongozó                          | 060 | —      |
| augusztus 23. | Börzsönyi Kollarits Ferenc | festőművész                                                                                  | 061 | —      |
| augusztus 23. | Giovannini Rudolf          | gyógyszerész, gyógynövény-szakember                                                          | 072 | —      |
| augusztus 23. | Mary Gordon                | skót színésznő                                                                               | 081 |        |
| augusztus 21. | Ota Čermák                 | cseh orgonaművész és zeneszerző                                                              | 044 | —      |
| augusztus 20. | Faustino Harrison          | uruguayi politikus, elnök (1962–1963)                                                        | 063 | —      |
| augusztus 20. | Kellér Andor               | író, újságíró                                                                                | 060 | —      |
| augusztus 19. | Hajnal Tibor               | orvos, tüdőgyógyász                                                                          | 064 | —      |
| augusztus 17. | Richard Barthelmess        | amerikai színész (Út a boldogság felé)                                                       | 068 |        |
| augusztus 17. | Csekey István              | jogász, jogtudós                                                                             | 074 | —      |
| augusztus 16. | Ámi Lajos                  | mesemondó, a népművészet mestere                                                             | 076 |        |
| augusztus 14. | Eric Carlberg              | olimpiai bajnok (1912) svéd sportlövő, katona, diplomata                                     | 083 |        |
| augusztus 14. | Monoki István              | erdélyi magyar bibliográfus                                                                  | 075 | —      |
| augusztus 14. | Clifford Odets             | amerikai drámaíró, forgatókönyvíró, színész                                                  | 057 |        |
| augusztus 13. | Louis Bastien              | francia kerékpárversenyző és vívó                                                            | 081 |        |
| augusztus 12. | Ocskay Kornél              | operaénekes (tenor), színész                                                                 | 077 | —      |
| augusztus 11. | Clem Bevans                | amerikai színész                                                                             | 083 |        |
| augusztus 10. | Katharine Burdekin         | brit írónő                                                                                   | 067 |        |
| augusztus 10. | Estes Kefauver             | amerikai politikus, szenátor (Tennessee, 1949–1963)                                          | 060 | —      |
| augusztus 10. | Ernst Wetter               | svájci politikus, a Szövetségi Tanács tagja (1938–1943), elnöke (1941)                       | 085 |        |
| augusztus 9.  | Bebrits Lajos              | kommunista politikus, országgyűlési képviselő, közlekedés- és postaügyi miniszter, diplomata | 071 | —      |
| augusztus 9.  | Bosnyák Ernő               | vajdasági magyar rendező, operatőr, nyomdász és pecsétvágó                                   | 087 | —      |
| augusztus 8.  | Jemnitz Sándor             | zeneszerző, karmester, esztéta, zenekritikus                                                 | 072 | —      |
| augusztus 7.  | Vásárhelyi Boldizsár       | Kossuth-díjas mérnök, műegyetemi tanár, a korszerű útépítés hazai úttörője                   | 064 | —      |
| augusztus 6.  | Augusta Vera Duthie        | dél-afrikai botanikus                                                                        | 082 | —      |
| augusztus 6.  | Sophus Nielsen             | dán nemzeti labdarúgó-játékvezető, labdarúgó, edző                                           | 075 | —      |
| augusztus 5.  | Salvador Bacarisse         | spanyol zenész, zeneszerző                                                                   | 064 |        |
| augusztus 5.  | Mirjami Kuosmanen          | finn színésznő                                                                               | 048 |        |
| augusztus 5.  | Annie Rosar                | osztrák színésznő                                                                            | 075 |        |
| augusztus 4.  | Tom Keene                  | amerikai színész                                                                             | 066 |        |
| augusztus 2.  | Oliver La Farge            | amerikai író, antropológus                                                                   | 061 |        |
| augusztus 1.  | Krámer Miklós              | orvos, biokémikus, biológus                                                                  | 041 | —      |
| augusztus 1.  | Theodore Roethke           | amerikai költő                                                                               | 055 |        |

## Július
| Dátum          | Név                       | Foglalkozás / tisztség                                                                                      | Kor | Forrás |
| -------------- | ------------------------- | --- | --- | ------ |
| Ismeretlen nap | Kiss Gyula                | labdarúgó, balhátvéd                                                                                        | 043 | —      |
| július 29.     | Kelemen Lajos             | levéltáros, történész                                                                                       | 085 | —      |
| július 29.     | Sármássy Miklós           | színész, színházi rendező                                                                                   | 062 | —      |
| július 27.     | Trygve Bøyesen            | olimpiai ezüst- (1908) és (1920) és bronzérmes (1912) norvég tornász                                        | 077 | —      |
| július 25.     | Charles Moss              | olimpiai ezüstérmes (1912) brit kerékpárversenyző                                                           | 081 |        |
| július 23.     | Luka László               | romániai magyar politikus, pénzügyminiszter (1947–1952)                                                     | 065 | —      |
| július 20.     | Both Antal                | klasszika-filológus, gimnáziumi tanár, katolikus teológus, pedagógus, feltaláló                             | 087 | —      |
| július 19.     | Vicente Ferreira da Silva | brazil filozófus, matematikus                                                                               | 047 |        |
| július 19.     | Robert Heymann            | német krimi és vadnyugati kalandregényíró                                                                   | 062 | —      |
| július 18.     | Nádai Árpád               | magyar–amerikai gépészmérnök, mechanikaprofesszor                                                           | 080 | —      |
| július 17.     | Dionisio Mejía            | mexikói labdarúgócsatár                                                                                     | 056 | —      |
| július 15.     | Szélyes Lajos             | állatorvos                                                                                                  | 077 | —      |
| július 14.     | Rávnay Tamás              | bőrgyógyász, egyetemi tanár                                                                                 | 070 | —      |
| július 14.     | Szvámi Sivananda          | hindu orvos, spirituális tanító, a róla elnevezett jógairányzat elméletének megalkotója, a Védánta tanítója | 075 | —      |
| július 13.     | Albert Steffen            | svájci drámaíró, író, költő, festő, antropozófus                                                            | 078 | —      |
| július 12.     | Slatan Dudow              | bolgár származású német filmrendező                                                                         | 060 | —      |
| július 10.     | Grünwald Dezső            | orvos | 069 | —      |
| július 5.      | Jurán Vidor               | tanító, vadászíró, szerkesztő                                                                               | 083 | —      |
| július 2.      | Kovács László             | író, szerkesztő, kritikus                                                                                   | 070 | —      |
| július 2.      | Seth Barnes Nicholson     | amerikai csillagász                                                                                         | 071 |        |
| július 2.      | Bodo Uhse                 | német politikus, író, újságíró és forgatókönyvíró                                                           | 059 | —      |
| július 1.      | Camille Chautemps         | francia politikus, több alkalommal miniszterelnök                                                           | 078 | —      |

## Június
| Dátum             | Név                               | Foglalkozás / tisztség | Kor | Forrás |
| ----------------- | --------------------------------- | --- | --- | ------ |
| június 30.        | Balázs Sándor (festő) festőművész | 064 | —   |        |
| június 30.        | Boros Ferenc                      | református lelkész, író, költő, műfordító | 055 | —      |
| június 30.        | Papp Károly                       | geológus, egyetemi tanár, az MTA levelező tagja                                                                                                  | 089 | —      |
| június 27.        | Gyenes Tamás                      | szobrász | 043 | —      |
| június 26.        | Gunscher Nándor                   | romániai magyar grafikus, karikaturista | 076 | —      |
| június 25.        | Helmuth von Glasenapp             | német valláskutató és indológus, a vallástudományok professzora                                                                                  | 071 | —      |
| június 24.        | Turay József                      | világbajnoki ezüstérmes (1938), labdarúgó | 058 | —      |
| június 22.        | Sven Rosén                        | olimpiai bajnok (1908 és 1912) svéd tornász | 076 | —      |
| június 22.        | Maria Tănase                      | román énekesnő és színésznő | 049 | —      |
| június 21.        | Rakonitz Jenő                     | orvos, egyetemi tanár | 064 | —      |
| június 21.        | Adrien Rommel                     | olimpiai- (1948 és 1952) és világbajnok francia tőrvívó                                                                                          | 048 | —      |
| június 20.        | Gordon Jones                      | amerikai színész | 051 |        |
| június 18.        | Pedro Armendáriz                  | mexikói színész | 051 |        |
| június 17.        | Dénes István                      | politikus, országgyűlési képviselő, ügyvéd | 074 | —      |
| június 16.        | Richard Kohn                      | osztrák válogatott labdarúgó, edző | 075 | —      |
| június 16.        | Prohászka Lajos                   | pedagógus, kultúrfilozófus, a Magyar Tudományos Akadémia levelező tagja                                                                          | 066 | —      |
| június 16.        | Szeghalmy Bálint                  | a két világháború közötti református templomok építésze                                                                                          | 074 | —      |
| június 15.        | Vojtech Ondrouch                  | szlovák egyetemi oktató, numizmatikus és történész                                                                                               | 072 | —      |
| június 14.        | Carl Skottsberg                   | svéd botanikus, felfedező | 082 |        |
| június 14.        | Szécsey János                     | metodista lelkész, szuperintendens | 070 | —      |
| június 13.        | Kerny István                      | fotóművész, postaműszaki igazgató | 083 | —      |
| június 12.        | Andrew Browne Cunningham          | angol tengernagy a második világháborúban | 080 | —      |
| június 12.        | Medgar Evers                      | afroamerikai polgárjogi aktivista | 037 |        |
| június 12.        | Ferkai Jenő                       | festőművész | 085 | —      |
| június 12.        | Szóbel Géza                       | festő, grafikus | 057 | —      |
| június 11.        | Halász Alfréd                     | színész | 080 | —      |
| június 11.        | Thích Quảng Đức                   | vietnámi mahájána buddhista szerzetes, aki a buddhistákat megfélemlítő Ngô Đình Diệm-rezsim elleni tiltakozásul nyilvánosan felgyújtotta önmagát | 066 | —      |
| június 11.        | Charles Warren Thornthwaite       | amerikai geográfus, klimatológus | 064 |        |
| június 10.        | Diósszilágyi Sámuel               | orvos, tüdő- és belgyógyász, röntgenszakorvos, a légmell-kezelés kifejlesztője és első alkalmazója                                               | 081 | —      |
| június 10.        | Realf Robach                      | olimpiai bronzérmes (1912) norvég tornász | 077 | —      |
| június 9.         | Jacques Villon                    | francia festő, grafikus | 087 | —      |
| június 8.         | Hamar Kálmán                      | esperes, plébános | 086 | —      |
| június 8.         | Somodi István                     | romániai magyar atléta, edző, sportújságíró, városi ügyész                                                                                       | 077 | —      |
| június 7.         | ZaSu Pitts                        | amerikai színésznő (Gyilkos arany) | 069 |        |
| június 6.         | Kismarty-Lechner Loránd           | építész | 079 | —      |
| június 3.         | Skinnay Ennis                     | amerikai dzsessz- és popénekes, zenekarvezető | 053 | [ 13 ] |
| június 3.         | Nâzım Hikmet                      | török költő drámaíró, regényíró | 061 | —      |
| június 3.         | XXIII. János                      | pápa (1958–1963) | 081 |        |
| június 2.         | Ivan Bek                          | német-cseh származású jugoszláv-szerb később francia labdarúgó                                                                                   | 053 | —      |
| június 2.         | Hajós Henrik                      | úszó | 076 | —      |
| június 2.         | Paul Carpenter Standley           | amerikai botanikus | 079 | —      |
| június 2. (k. n.) | Barna Sándor                      | labdarúgó, csatár | 052 | —      |

## Május
| Dátum     | Név                    | Foglalkozás / tisztség                                                                            | Kor | Forrás |
| --------- | ---------------------- | ------------------------------------------------------------------------------------------------- | --- | ------ |
| május 30. | Bresztovszky Ede       | író, újságíró, műfordító                                                                          | 074 | —      |
| május 30. | Gulyás Pál             | irodalomtörténész, bibliográfus, könyvtáros, lexikográfus, az MTA tagja                           | 082 | —      |
| május 28. | Ion Agârbiceanu        | román író, költő, görögkatolikus pap, a Román Akadémia tagja                                      | 080 |        |
| május 28. | Luis Pérez             | mexikói labdarúgócsatár                                                                           | 056 | —      |
| május 28. | Margaret Preston       | ausztrál képzőművész                                                                              | 088 |        |
| május 27. | Cino Civinini          | olimpiai bronzérmes (1906) olasz tornász                                                          | 080 | —      |
| május 27. | Camillo Pilotto        | olasz színész                                                                                     | 075 |        |
| május 27. | Aquilino Ribeiro       | portugál író és diplomata                                                                         | 077 |        |
| május 25. | Mehdi Frashëri         | albán politikus, miniszter, miniszterelnök                                                        | 091 | —      |
| május 24. | Elmore James           | amerikai bluesénekes, gitáros, dalszerző                                                          | 045 | —      |
| május 24. | Zádor István           | grafikus, festő, portréfestő                                                                      | 081 | —      |
| május 22. | Papp Lajos             | romániai magyar grafikus, festő                                                                   | 077 | —      |
| május 22. | Titkos Ilona           | színésznő                                                                                         | 065 | —      |
| május 19. | Jakabffy Elemér        | magyarországi, majd 1920 után romániai magyar politikus, jogász, publicista                       | 082 | —      |
| május 19. | Margarete Matzenauer   | magyarországi származású amerikai operaénekesnő                                                   | 081 | —      |
| május 18. | Ernie Davis            | amerikai amerikaifutball-játékos                                                                  | 023 | —      |
| május 16. | Oleg Penykovszkij      | szovjet KGB-ezredes, brit kém                                                                     | 044 |        |
| május 15. | Javier Heraud          | perui költő és szabadságharcos                                                                    | 021 |        |
| május 14. | George McGill          | amerikai politikus, szenátor (Kansas, 1930–1939)                                                  | 084 | —      |
| május 13. | Paál Elek              | romániai magyar pedagógiai író, közíró                                                            | 079 | —      |
| május 13. | Went István            | Kossuth-díjas orvos, fiziológus, patofiziológus, bakteriológus, biokémikus, az MTA levelező tagja | 064 | —      |
| május 12. | Ernst Marischka        | osztrák filmrendező                                                                               | 070 |        |
| május 11. | Herbert Spencer Gasser | Nobel-díjas amerikai fiziológus                                                                   | 074 | —      |
| május 11. | Mezey Mihály           | erdélyi magyar református lelkész, tanügyi és egyházi író                                         | 080 | —      |
| május 10. | Gianfranco Comotti     | olasz autóversenyző                                                                               | 056 |        |
| május 10. | Varga Lajos            | zoológus, a Magyar Tudományos Akadémia tagja                                                      | 073 | —      |
| május 9.  | Alexandru Rusu         | román görögkatolikus pap, máramarosi püspök, vértanú                                              | 078 | —      |
| május 8.  | Ambrogio Levati        | olimpiai bajnok (1920) olasz tornász                                                              | 069 | —      |
| május 7.  | Baktay Ervin           | festőművész, művészettörténész, orientalista, asztrológus, író, műfordító                         | 072 | —      |
| május 7.  | Fülöp-Miller René      | magyar származású, német és angol nyelven alkotó drámaíró, művelődéstörténész                     | 072 | —      |
| május 6.  | Kármán Tódor           | magyar-amerikai mérnök, fizikus, alkalmazott matematikus                                          | 081 | —      |
| május 6.  | Monty Woolley          | amerikai színész (A püspök felesége)                                                              | 074 |        |
| május 5.  | Burghardt Rezső        | festőművész, érdemes művész                                                                       | 079 | —      |
| május 4.  | Balanyi György         | történész, egyháztörténész, piarista szerzetes, a Magyar Tudományos Akadémia levelező tagja       | 077 | —      |
| május 2.  | Van Wyck Brooks        | amerikai irodalomkritikus, életrajzíró, történész                                                 | 077 |        |
| május 1.  | Veza Canetti           | osztrák írónő, Elias Canetti házastársa                                                           | 065 | —      |
| május 1.  | Lope K. Santos         | Fülöp-szigeteki író, politikus                                                                    | 083 |        |

## Április
| Dátum       | Név                         | Foglalkozás / tisztség                                                                    | Kor | Forrás |
| ----------- | --------------------------- | ----------------------------------------------------------------------------------------- | --- | ------ |
| április 30. | Bryant Washburn             | amerikai színész                                                                          | 074 |        |
| április 26. | Zsindely Ferenc             | jogász, író, közlekedés- és kereskedelemügyi miniszter (1943–1944)                        | 071 | —      |
| április 25. | Szántó Judit                | szavalóművész, muzeológus, író, költő, PIM osztályvezető, József Attila élettársa         | 060 | —      |
| április 24. | Calvin Bricker              | olimpiai ezüst-, (1912) és bronzérmes (1908) kanadai atléta, távolugró                    | 078 |        |
| április 24. | Rákos Ferenc                | jogász, újságíró, műfordító, a Tanácsköztársaság alatt a Vörös Őrség országos parancsnoka | 070 | —      |
| április 24. | Scheitz László              | orvos, természetbúvár, néprajzkutató, a Katangai Állam egészségügyi államtitkára (1962)   | 066 | —      |
| április 23. | Jichák Ben Cví              | izraeli politikus, köztársasági elnök (1952–1963)                                         | 078 |        |
| április 23. | Fejős Pál                   | magyar származású amerikai filmrendező, antropológus, forgatókönyvíró, kutató             | 066 | —      |
| április 22. | Aradi Zsolt                 | katolikus szellemű író, újságíró, műfordító, szerkesztő                                   | 054 |        |
| április 22. | Robert Kennedy              | olimpiai ezüstérmes (1908) ír gyeplabdázó                                                 | 082 | —      |
| április 15. | Dobrovits Sándor            | statisztikus                                                                              | 074 | —      |
| április 15. | Edward V. Robertson         | amerikai politikus, szenátor (Wyoming, 1943–1949))                                        | 081 | —      |
| április 14. | Kovács Alajos               | jogász, statisztikus, demográfus, a Központi Statisztikai Hivatal elnöke (1924–1936)      | 086 | —      |
| április 13. | Stjepan Zimmermann          | horvát katolikus pap, filozófus, egyetemi tanár, a Zágrábi Egyetem rektora                | 078 | —      |
| április 12. | Kazimierz Ajdukiewicz       | lengyel filozófus                                                                         | 072 |        |
| április 12. | Török Zoltán                | erdélyi magyar geológus, földrajztudós, egyetemi tanár                                    | 069 | —      |
| április 11. | Nando Bruno                 | olasz színész (Róma, nyílt város)                                                         | 067 |        |
| április 10. | Hadnagy László              | pedagógus, kultúrpolitikus                                                                | 041 | —      |
| április 8.  | Mácsai András               | labdarúgó                                                                                 | 060 | —      |
| április 6.  | Otto Struve                 | balti német származású amerikai csillagász                                                | 065 |        |
| április 5.  | Homlok Sándor               | magyar katonatiszt, katonai attasé, altábornagy                                           | 070 | —      |
| április 5.  | Jacobus Johannes Pieter Oud | holland építész                                                                           | 073 | —      |
| április 4.  | Szent Gaetano Catanoso atya | szentté avatott olasz római katolikus pap                                                 | 084 | —      |
| április 4.  | Jason Robards               | amerikai színész                                                                          | 070 |        |
| április 4.  | Oskari Tokoi                | finn politikus                                                                            | 089 |        |
| április 2.  | Georgij Puskin              | szovjet diplomata, Magyarországon nagykövet (1945–1949)                                   | 054 | —      |
| április 1.  | Agnes Mowinckel             | norvég színésznő                                                                          | 087 |        |
| április 1.  | Sas Jolán                   | temesvári magyar költő                                                                    | 055 | —      |

## Március
| Dátum       | Név                                 | Foglalkozás / tisztség                                                                                 | Kor | Forrás |
| ----------- | ----------------------------------- | --- | --- | ------ |
| március 30. | Kovács Gyula                        | építőmérnök                                                                                            | 082 | —      |
| március 29. | Polnay Jenő                         | közgazdász, vállalati vezérigazgató, közélelmezési miniszter (1919)                                    | 089 | —      |
| március 29. | Traian Săvulescu                    | román biológus, botanikus, a román növénykórtani iskola megteremtője, a Román Akadémia tagja és elnöke | 074 | —      |
| március 28. | Antoine Balpêtré                    | francia színész (Sándor Mátyás)                                                                        | 064 | [ 15 ] |
| március 24. | Pedro de Freitas Branco             | portugál karmester, zeneszerző                                                                         | 066 |        |
| március 24. | Zákány Gyula                        | katolikus pap, országgyűlési képviselő                                                                 | 072 | —      |
| március 22. | Cilly Aussem                        | német teniszező                                                                                        | 054 |        |
| március 22. | Székely Mihály                      | kétszeres Kossuth-díjas magyar operaénekes (basszus)                                                   | 061 | —      |
| március 21. | Josef Gauchel                       | válogatott német labdarúgó, csatár                                                                     | 046 | —      |
| március 21. | Felice Minotti                      | olasz színész                                                                                          | 075 |        |
| március 19. | Parragi György                      | politikus, országgyűlési képviselő, újságíró                                                           | 060 | —      |
| március 18. | Wanda Hawley                        | amerikai színésznő                                                                                     | 067 |        |
| március 17. | Gönyei Sándor                       | néprajzkutató, a magyar néprajzi filmezés egyik fontos alakja                                          | 076 | —      |
| március 17. | Adalberto Libera                    | olasz építész                                                                                          | 059 |        |
| március 17. | Allan Woodman                       | olimpiai bajnok (1920) kanadai jégkorongozó                                                            | 064 | —      |
| március 16. | Laura Adams Armer                   | amerikai fotográfus, képzőművész, író                                                                  | 089 |        |
| március 16. | Habsburg–Lotaringiai Erzsébet Mária | osztrák főhercegnő                                                                                     | 079 | —      |
| március 14. | Karl-Erik Grahn                     | svéd válogatott labdarúgó, edző                                                                        | 048 | —      |
| március 14. | Jom Szangszop                       | dél-koreai író és szabadságharcos                                                                      | 065 | —      |
| március 13. | Kerényi Elek                        | kertészmérnök                                                                                          | 046 | —      |
| március 13. | Edvin Paulsen                       | olimpiai bronzérmes (1912) norvég tornász                                                              | 073 | —      |
| március 11. | Jean-Marie Bastien-Thiry            | francia katonatiszt, aki több sikertelen merényletet szervezett Charles de Gaulle elnök ellen          | 035 | —      |
| március 11. | Harald Lindberg                     | finn botanikus                                                                                         | 091 | —      |
| március 11. | Rhoda Rennie                        | olimpiai bronzérmes (1928) dél-afrikai úszó                                                            | 057 |        |
| március 10. | André Maschinot                     | francia labdarúgócsatár                                                                                | 059 | —      |
| március 5.  | Patsy Cline                         | amerikai countryénekesnő                                                                               | 030 |        |
| március 4.  | Pöschl Imre                         | gépészmérnök, egyetemi tanár                                                                           | 091 | —      |
| március 4.  | William Carlos Williams             | amerikai orvos, költő                                                                                  | 079 | —      |
| március 3.  | Dorothy Hansine Andersen            | amerikai orvos                                                                                         | 061 |        |
| március 2.  | Kató Kiszly István                  | trükkfilmrendező, díszlettervező, az első ismert magyar animációs film megalkotója                     | 067 | —      |
| március 1.  | Jorge Daponte                       | argentin autóversenyző                                                                                 | 039 | —      |

## Február
| Dátum       | Név                    | Foglalkozás / tisztség                                                                                                   | Kor | Forrás |
| ----------- | ---------------------- | --- | --- | ------ |
| február 28. | Radzsendra Praszad     | indiai politikus, köztársasági elnök (1950–1962)                                                                         | 078 |        |
| február 27. | Felhő Rózsi            | operetténekesnő | 084 | —      |
| február 27. | Posztóczky Károly      | földbirtokos, meteorológus, amatőrcsillagász                                                                             | 080 | —      |
| február 26. | Lauri Kettunen         | finn nyelvész | 077 |        |
| február 25. | Melville J. Herskovits | amerikai antropológus | 067 |        |
| február 24. | Farkas Jenő            | magyar származású amerikai gépészmérnök, járműtervező                                                                    | 081 | —      |
| február 21. | Gáspár János           | amerikai magyar katolikus pap                                                                                            | 064 | —      |
| február 20. | Fricsay Ferenc         | karmester | 048 | —      |
| február 20. | Knébel Terézia         | festőművész, fényképész                                                                                                  | 073 | —      |
| február 19. | Benny Moré             | kubai énekes, dalszerző                                                                                                  | 043 |        |
| február 18. | Monte Blue             | amerikai színész | 076 |        |
| február 18. | Fáy Aladár             | festőművész, grafikus, képzőművész tanár                                                                                 | 064 | —      |
| február 18. | Beppe Fenoglio         | olasz író, műfordító | 040 |        |
| február 18. | Cosimo Rizzotto        | első világháborús olasz pilóta                                                                                           | 069 | —      |
| február 18. | Fernando Tambroni      | olasz politikus, miniszterelnök (1960)                                                                                   | 061 |        |
| február 17. | Rozsos István          | színész | 040 | —      |
| február 16. | Lajtha László          | Kossuth-díjas magyar zeneszerző, népzenekutató, zenepedagógus                                                            | 070 | —      |
| február 14. | Roóz Rezső             | újságíró, szerkesztő | 083 | —      |
| február 13. | Robert Rice Reynolds   | amerikai politikus, szenátor (Észak-Karolina, 1932–1945)                                                                 | 078 | —      |
| február 12. | Woldemar Hägglund      | finn katonatiszt | 069 | —      |
| február 11. | Sylvia Plath           | amerikai költő, író, novellista, gyerekkönyvíró                                                                          | 030 |        |
| február 10. | Halász Jenny           | pedagógus, pedagógiai író                                                                                                | 064 | —      |
| február 10. | Milotay István         | szélsőjobboldali újságíró, politikus, író                                                                                | 079 | —      |
| február 9.  | Mendlik Oszkár         | festőművész | 091 | —      |
| február 7.  | Learco Guerra          | világbajnok olasz kerékpárversenyző                                                                                      | 060 |        |
| február 7.  | Kárpáti Aurél          | Kossuth-díjas magyar színházi és irodalmi kritikus, író, költő                                                           | 078 | —      |
| február 7.  | Kertay Nándor          | állatorvos-mikrobiológus                                                                                                 | 070 | —      |
| február 7.  | Conrad Ramstedt        | német sebész | 096 | —      |
| február 6.  | Abd el-Krim            | marokkói gerillavezér és politikus                                                                                       | 081 | —      |
| február 5.  | Barsi Ödön             | színész, író, műfordító, rendező                                                                                         | 058 | —      |
| február 5.  | Barnum Brown           | amerikai őslénykutató | 089 | —      |
| február 5.  | Radvánszky Albert      | nagybirtokos, a Felsőház alelnöke, koronaőr, a Magyarországi Evangélikus Egyház egyetemes egyházi és iskolai felügyelője | 082 | —      |
| február 1.  | Ludwig Glauert         | brit születésű ausztrál paleontológus, herpetológus és múzeumigazgató                                                    | 083 | —      |
| február 1.  | Hermann Helgesen       | olimpiai ezüstérmes (1920) norvég tornász                                                                                | 073 | —      |

## Január
| Dátum      | Név                        | Foglalkozás / tisztség | Kor | Forrás |
| ---------- | -------------------------- | --- | --- | ------ |
| január 30. | Francis Poulenc            | francia zeneszerző, a Hatok (Les Six) csoportjának tagja                                                                                | 064 | —      |
| január 30. | Radó Béla                  | színigazgató, színész | 086 | —      |
| január 29. | Anthony Coldeway           | amerikai forgatókönyvíró | 075 |        |
| január 29. | Robert Frost               | amerikai költő | 088 |        |
| január 29. | Isaías de Noronha          | brazil katonai vezető, politikus | 089 |        |
| január 28. | Gustave Garrigou           | francia kerékpárversenyző | 078 | [ 16 ] |
| január 28. | Gellért Lajos              | színész, író | 077 | —      |
| január 27. | John Farrow                | amerikai forgatókönyvíró, filmrendező, producer                                                                                         | 058 |        |
| január 27. | Farsang György             | szobrász | 067 |        |
| január 25. | Antal József               | festőművész | 075 |        |
| január 25. | Berkes József              | olimpiai ezüstérmes (1912) magyar tornász, ítélőtáblai bíró                                                                             | 072 |        |
| január 25. | Ledofszky Gizella          | színésznő, szubrett | 086 | —      |
| január 24. | Léon Delsarte              | olimpiai ezüst- (1924) és bronzérmes (1920) francia tornász                                                                             | 069 |        |
| január 24. | George McCready Price      | kanadai evolúciótagadó, kreacionista író                                                                                                | 092 | —      |
| január 23. | Józef Gosławski            | lengyel szobrász- és éremművész | 054 |        |
| január 23. | Péntek István              | fafaragó, kommunista, majd nyilas mozgalmár                                                                                             | 062 | —      |
| január 22. | Nagy József                | négyszeres magyar bajnok labdarúgó, csatár, később Svédországban edző                                                                   | 070 | —      |
| január 21. | Al St. John                | amerikai filmszínész | 070 |        |
| január 20. | Reményi Sándor             | romániai magyar újságíró, szerkesztő, író                                                                                               | 061 | —      |
| január 20. | Fjodor Tyerentyjev         | olimpiai bajnok (1956) szovjet sífutó                                                                                                   | 037 |        |
| január 18. | Edward Charles Titchmarsh  | brit matematikus | 063 | —      |
| január 18. | Tomcsa Sándor              | romániai magyar író, karikaturista, újságíró elbeszélő, színműíró, művelődési irányító                                                  | 065 | —      |
| január 17. | Henri Masson               | olimpiai ezüstérmes (1900) francia tőrvívó                                                                                              | 091 | —      |
| január 16. | Fritz Alajos               | válogatott labdarúgó, kapus | 077 |        |
| január 16. | Ike Quebec                 | amerikai tenorszaxofonos | 044 | —      |
| január 15. | Cesare Fantoni             | olasz színész | 057 |        |
| január 15. | Marco Torrès               | olimpiai ezüst- és bronzérmes (1920) spanyol származású francia tornász                                                                 | 074 | —      |
| január 14. | Friedrich Born             | svájci gazdasági diplomata | 059 |        |
| január 13. | Sonny Clark                | hard bop stílusban játszó amerikai dzsesszzongorista                                                                                    | 031 |        |
| január 13. | Antonio Thrasybule Kébreau | haiti katonatiszt, politikus, elnök (1957)                                                                                              | 053 |        |
| január 13. | Oltványi Imre              | politikus, pénzügyminiszter (1945), a Magyar Nemzeti Bank elnöke (1945 és 1945–46), művészeti író, műgyűjtő, műkritikus, múzeumigazgató | 069 | —      |
| január 13. | Sylvanus Olympio           | togói politikus, elnök (1960-tól) | 060 |        |
| január 11. | Lendvay Ferenc             | színész, író, újságíró | 067 | —      |
| január 10. | Tadeusz Szeligowski        | lengyel zeneszerző, zenepedagógus, ügyvéd, a lengyel zenei élet kiváló szervezője                                                       | 066 | —      |
| január 8.  | Bacsányi Paula             | színésznő | 077 |        |
| január 7.  | Gál György                 | újságíró, szerkesztő | 050 | —      |
| január 7.  | Káldor László              | grafikus, iparművész, belsőépítész | 057 | —      |
| január 6.  | Ezio Roselli               | olimpiai bajnok (1920) olasz tornász | 066 | —      |
| január 5.  | Rogers Hornsby             | amerikai baseballozó, menedzser, edző                                                                                                   | 066 |        |
| január 4.  | Rab Gusztáv                | író, újságíró | 061 | —      |
| január 2.  | Jack Carson                | amerikai színész | 052 |        |
| január 2.  | Dick Powell                | amerikai színész, zenész, producer | 058 |        |
| január 1.  | Robert S. Kerr             | amerikai politikus, szenátor (Oklahoma, 1949–1963)                                                                                      | 066 | —      |